# Jukung (Bulu)
Jukung is een bestuurslaag in het regentschap Rembang van de provincie Midden-Java, Indonesië. Jukung telt 1981 inwoners (volkstelling 2010).